# Nokia 2610

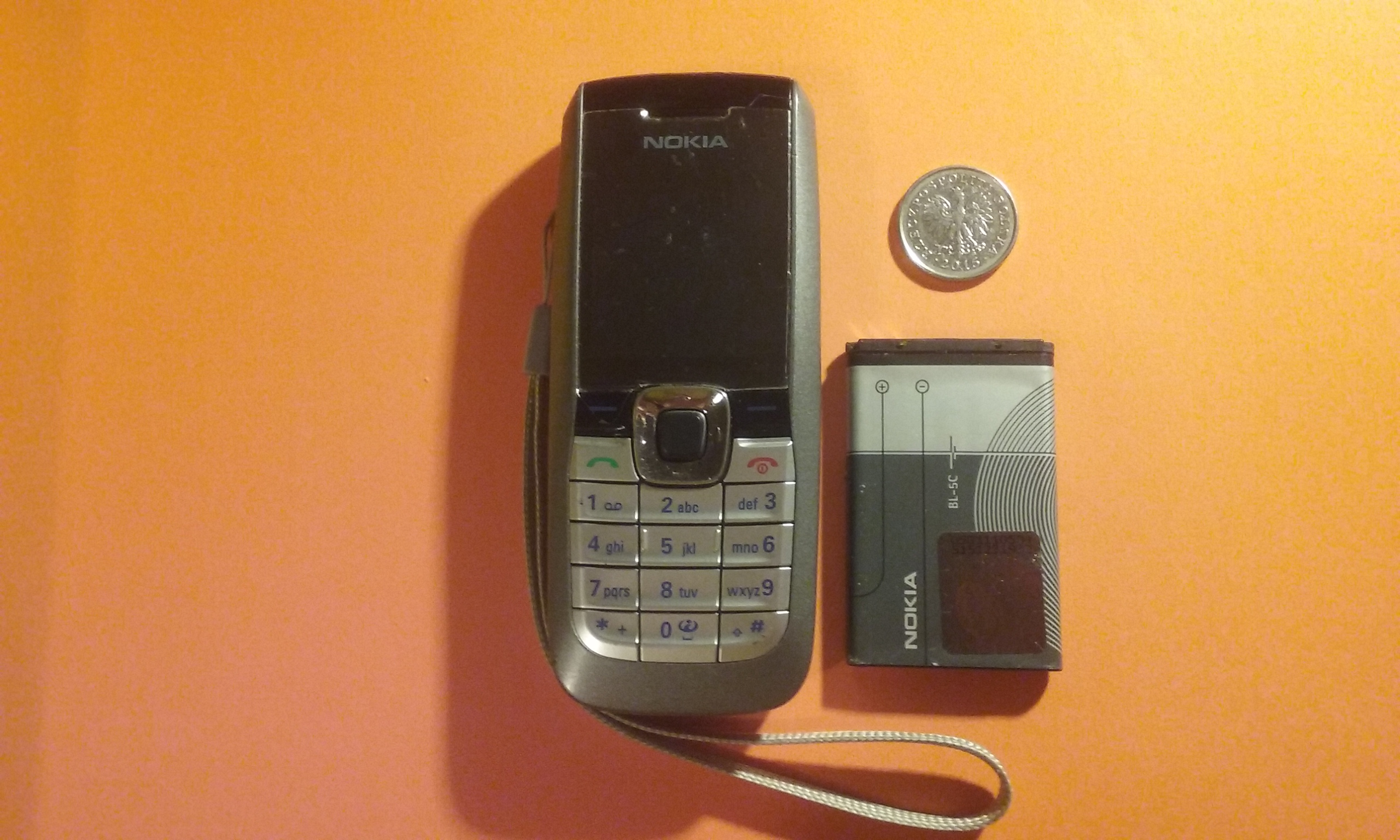
Nokia 2610 con batería BL-5C

El Nokia 2610, lanzado en el primer trimestre de 2006, es un teléfono móvil fabricado por Nokia.

## Diseño
El Nokia 2610 es un teléfono tipo candybar que pesa 91 gramos, con un teclado usado con el pulgar. Tiene una pantalla CSTN en color de 1,5 pulgadas (38 mm) de 65 536 colores. Utiliza una cruceta y dos botones de selección, uno en cada lado, con unas teclas Enviar y Finalizar. La tecla Finalizar también se utiliza para encender o apagar el teléfono.

## Especificaciones técnicas

### Redes móviles
- GSM 900, GSM 1800
- GSM 850, GSM 1900 (América del Norte)

### Entretenimiento
- Juegos Java

### Internet
- Navegador XHTML, WAP 2.0
- Correo electrónico (POP3, IMAP4 y SMTP), con Push email disponible para IMAP4.

### Conectividad
- GPRS

### Almacenamiento
- Memoria flash interna de 3 MB[1]

### Dimensiones
- 104 x 43 x 18 mm

### Sistema operativo
- Nokia OS, interfaz de usuario S40

### Pantalla
- 1,5 en CSTN
- 65 536 colores